# Weissia exserta
Weissia exserta là một loài Rêu trong họ Pottiaceae. Loài này được (Broth.) P.C. Chen miêu tả khoa học đầu tiên năm 1941.